# Ghosta
Ghosta är ett nyord från 2016 som syftar på att en person avslutar ett förhållande utan att ta direkt kontakt med sin partner. Det innebär att den som avser att avsluta förhållandet helt enkelt slutar svara på sms, telefonsamtal, etc och ignorerar sin tidigare partner tills denne slutar höra av sig. Ordet har bland annat uppmärksammats genom att ett flertal kändisar valt att avsluta sina förhållanden på detta sätt. Språkrådet och Språktidningen definierade termen som att "göra slut med någon genom att sluta ge ifrån sig livstecken".
En enkätundersökning gjord av 800 användare av dejtingappen Plenty of Fish visade att 80 % av medlemmarna hade blivit dumpade genom ghosting. De som svarade på enkäten var män och kvinnor mellan åldrarna 18 och 33 år.

## IT
Sedan långt tidigare har uttrycket "ghosta" varit förekommande inom datateknik som en beskrivning för när man tar en total backup-kopia på en hårddisk, vilket gör att denna kopia direkt vid ett senare tillfälle kan ersätta den befintliga hårddisken om denna skulle skadas. Detta är vanligt i hårt belastade serverhallar och inom industrier där hårddiskar skadas eller behöver bytas ut med jämna mellanrum (såsom bilindustrin). 

## Spel
"Ghosta" kan även syfta på missbruk av åskådarfunktioner eller förräderi i FPS-spel, där åskådare/spelare rapporterar fiendens positioner och taktik till sina medspelare. 